# Tomi Lahren

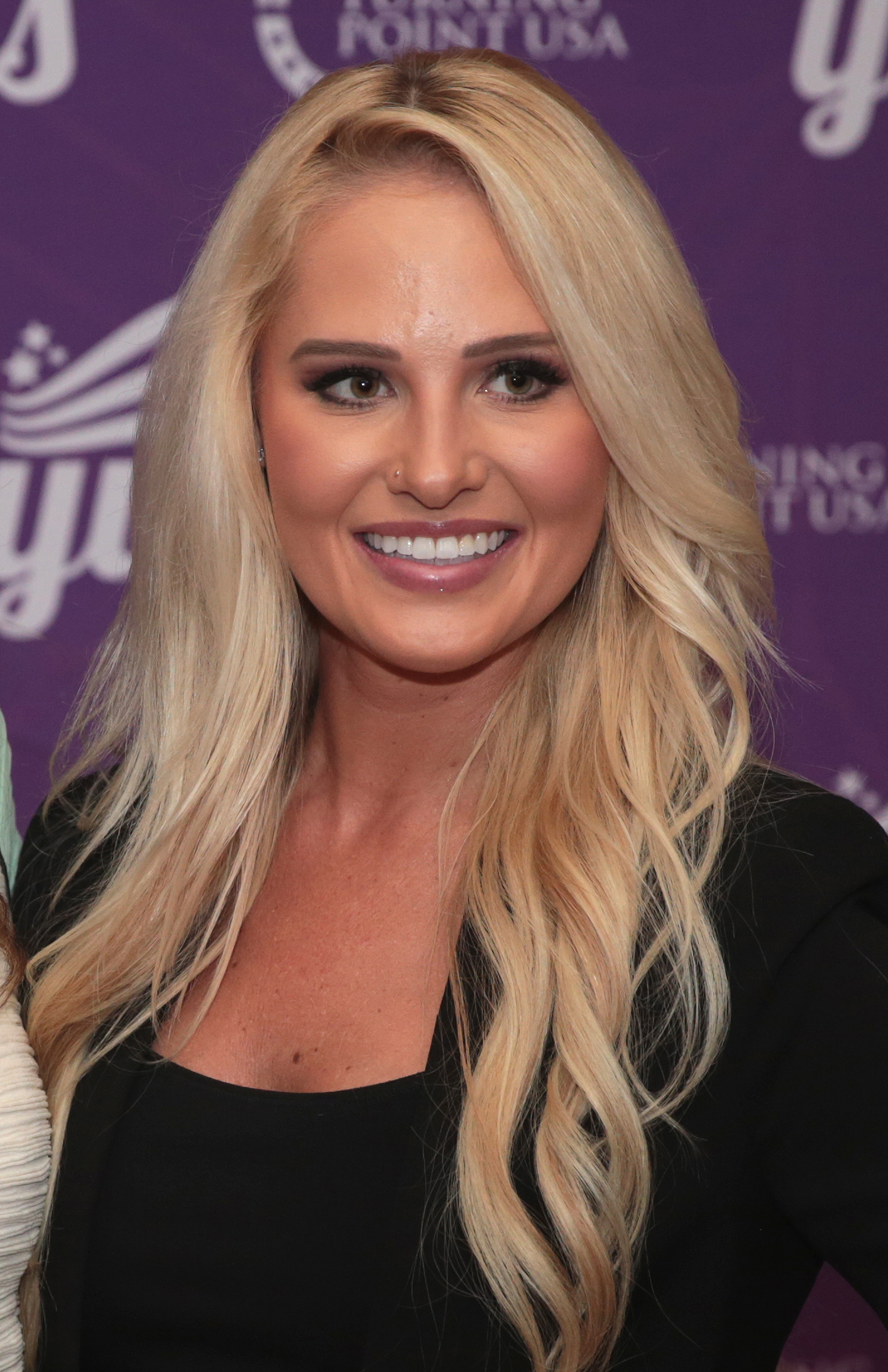
Tomi Lahren 2018.

Tomi Lahren, född 11 augusti 1992 i Rapid City, är en amerikansk konservativ politisk kommentator. Hon är programledare för programmet Tomi på tv-kanalen TheBlaze.  Hon har även varit programledare för  On Point with Tomi Lahren  på One America News Network.  Hon har av New York Times blivit beskriven som en "rising media star". Lahren fick kritik i amerikansk media i april 2017 då hon under en tv-inspelning sa att hon var för abort.
Lahren beskriver sig själv som en "konstitutionell konservativ". The Daily Beast beskrev henne som en "högerprovokatör".